# Desfosforilació
La desfosforilació, en anglès: dephosphorylation, és un procés essencial per treure els grups fosfat d'un compost orgànic (com l'ATP) per hidròlisi. És l'oposat a la fosforilació. Aquest procés es troba en els moviments musculars com també en moltes reaccions dins del cos i en les plantes.
És un procés reversible d'unir un grup fosfat a una molècula orgànica, en particular proteïnes. El resultat són fosfoproteïnes. Químicament és la formació d'un èster de l'àcid fosfòric.
Per exemple l'ATP és hidrolitzat a ADP amb alliberament d'energia, grups fosfat i ADP en el transport actiu de molècules de sacarosa dins el floema en una planta.